# 葉炫清
葉 炫清(よう げんしん、イェ・シェアチン、簡体字:叶炫清、拼音:ye xuanqing、1998年3月2日 - )は中華人民共和国の歌手、アイドルである。

## 来歴・人物
葉炫清（よう・けんせい、1998年3月2日生まれ）は、中国浙江省嵊州市出身の女性歌手。浙江音楽学院流行音楽系2016年入学、後に同大学大学院を修了。研究生時代には国家奨学金を受け、音楽教育にも関わっている 。
2016年、浙江衛視の歌唱番組『夢想的声音』（第一季）でデビューし、清らかで力強い歌声が注目された ウィキペディアshaoxing.com.cnzjol.com.cn。翌年は『中国新歌声』（第二季）にも出演し、「4冲」まで進出、若さと卓越した歌唱力で視聴者と審査員に強い印象を残した 。
彼女の代表曲には、古風系で人気を博した「九张机」「风一样的我」、ドラマ『双世宠妃』『赘婿』『且试天下』『南煙齋筆錄』などの主題歌・挿入歌が多数含まれる。
2024年には浙江音楽学院大学院を修了し、卒業記念演奏会も話題に。音楽講師として後進の教育にも携わっている。

## ディスコグラフィー
代表曲
- 九张机  /2017年 (九張機)
- 风一样的我  /2017年 (風のような私)
- 归去来兮  /2018年(歸去來兮)
- 当歌   /2018年
- 静月思  /2019年
- 以風为馬  /2020年
- 孩  /2018年 (初の作詞作品になった)